# Nemacheilus stigmofasciatus
Nemacheilus stigmofasciatus är en fiskart som beskrevs av Arunachalam och Muralidharan 2009. Nemacheilus stigmofasciatus ingår i släktet Nemacheilus och familjen grönlingsfiskar. IUCN kategoriserar arten globalt som otillräckligt studerad. Inga underarter finns listade i Catalogue of Life.